# Kỳ đà
Kỳ đà (Danh pháp khoa học: Varanus) là một chi thằn lằn năm trong Họ Kỳ đà đôi khi còn được gọi sai là cự đà, một loài bò sát Họ Cự đà. Đây là nhóm khá đa dạng với 77 loài phân bố ở châu Phi, châu Á và phong phú nhất là ở Úc với 31 loài. Varanus bao gồm các loài lớn như kỳ đà khổng lồ trên sa mạc ở Úc (Varanus giganteus), cơ thể dài hơn 2m, và rồng Komodo (Varanus komodoensis) dài hơn 3m và nặng hơn 80 kg.

## Đặc điểm
Kỳ đà là loài bò sát lớn. Toàn thân phủ một lớp vảy. Chúng có cổ dài, đuôi và bộ chân khỏe, tứ chi phát triển. Hình hình dáng bên ngoài trông giống như con thạch sùng (thằn lằn) nhưng to và dài hơn, có thể dài đến 2,5 – 3 m, nặng khoảng 10 kg. Đầu hình tam giác nhọn về phía mõm, thân hình trông nặng nề hơn. Kỳ đà nếu được chăm sóc đúng kỹ thuật thì khoảng 4 tháng đạt trọng lượng 2–4 kg/con, lúc này kỳ đà cái đã bắt đầu sinh sản, bình quân mỗi con đẻ từ 10-12 trứng/đêm, cá biệt có con đẻ từ 16-18 trứng/đêm. Sau hơn 1 năm nuôi, mỗi con kỳ đà có trọng lượng 800g-1,2 kg đã tăng trọng, cân nặng từ 9–13 kg. Mắt có con ngươi thẳng đứng. Có hai chân trước và hai chân sau, mỗi chân có 5 ngón tòe rộng, mặt dưới ngón có các nút bám để con vật dễ leo trèo.
Chúng thích ngâm mình, săn mồi nơi sông suối giống như cá sấu. Kỳ đà thường sống ở những vùng rừng rú gần sông suối, khe lạch, các đầm lầy, các cù lao, các khu rừng ẩm thấp của miền nhiệt đới. Phần lớn chúng làm tổ trong những hốc cây, kẽ đá. Cũng có con đào hang hoặc chiếm dụng hang của các loài khác để làm tổ, Kỳ đà thích tối nên nó hay rúc sâu vào bên trong. Kỳ đà cũng có khả năng biến đổi màu da để thích ứng với môi trường. Trong tự nhiên, nếu nó đứng yên hoặc bám chặt trên cây, ta rất khó phát hiện.
Chúng là loài ăn thịt. Trong tự nhiên, kỳ đà thường bắt chuột, bọ, ếch, nhái, rắn, lươn, cá, thằn lằn. Thỉnh thoảng, chúng còn mò cả vào các nhà ven rừng để tìm bắt gà con, vịt con. Thức ăn thích của nó lại là xác động vật đã chết và bốc mùi. Nó rất thích ăn trứng thối và cá đã ươn, đặc biệt giống với rắn hổ mang ở chỗ thích ăn cóc. Đôi khi kỳ đà cũng táo tợn ăn trộm trứng của cá sấu Tập tính của kỳ đà là hoạt động vào ban đêm. Cứ đêm nó mới mò đi kiếm ăn, còn ngày thì ngủ. Nó leo trèo cũng giỏi. Dù có ngoại hình nặng nề nhưng khi rượt đuổi con mồi, nó chạy rất nhanh. Giống với nhiều loài bò sát khác, kỳ đà có khả năng nhịn đói nhiều ngày. Tuy nhiên, khi bắt được mồi, nó sẽ ăn ngấu nghiến để tích lũy cho những ngày không có thức ăn, khi nuôi, ta có thể cho kỳ đà ăn 2-3 ngày/lần.
Kỳ đà sinh trưởng, phát triển mạnh sau mỗi lần lột xác (lột da). Sau mỗi lần lột da, nếu chăm sóc nuôi dưỡng tốt tốc độ tăng trưởng của kỳ đà có thể tăng lên 2 - 3 lần. Kỳ đà có thể lột da mỗi năm một lần vào khoảng tháng 8 đến tháng 10. Kỳ đà trưởng thành sau 18 tháng tuổi có thể dài 2,5 m, nặng 7 – 8 kg và bắt đầu đẻ trứng. Trong tự nhiên, kỳ đà đẻ trứng mỗi năm một lứa, mỗi lứa 15 - 17 trứng và chỉ khoảng 35% trứng có khả năng nở con.

## Phân loài
Chi Varanus
Tông Empagusia:
- Varanus bengalensis Kỳ đà Bengal hay còn gọi là Kỳ đà vân
  - Varanus b. bengalensis, Bengal monitor
  - Varanus b. nebulosus hay V. nebulosus,
- V. dumerilii,
- Varanus flavescens,
- V. rudicollis,

Tông Euprepiosaurus:
- V. beccarii
- V. boehmei
- V. bogerti
- V. caerulivirens
- V. cerambonensis
- V. doreanus
- V. finschi
- V. indicus
- V. jobiensis
- V. juxtindicus
- V. keithhornei[4]
- V. kordensis
- V. macraei
- V. melinus[5]
- V. lirungensis
- V. obor
- V. prasinus[6]
- V. rainerguentheri
- V. reisingeri
- V. telenesetes
- V. yuwonoi
- V. zugorum

Tông Odatria:
- V. acanthurus
  - Varanus a. acanthurus
  - Varanus a. brachyurus
  - Varanus a. insulanicus
- V. auffenbergi
- V. baritji[7]
- V. brevicauda
- V. bushi
- V. caudolineatus
- V. eremius
- V. gilleni
- V. glauerti
- V. glebopalma
- V. hamersleyensis
- V. kingorum
- V. mitchelli
- V. pilbarensis
- V. primordius
- V. scalaris
- V. semiremex
- V. similis,
- V. sparnus,
- V. storri, 
  - Varanus s. storri,
  - Varanus s. ocreatus,
- V. timorensis
- V. tristis
  - Varanus t. orientalis

Subgenus Papusaurus:
- Varanus salvadorii

Tông Philippinosaurus:
- Varanus bitatawa, butikaw, bitatawa
- Varanus mabitang, mabitang
- Varanus olivaceus, butaan

Tông Polydaedalus:
- V. albigularis
  - V. a. albigularis,
  - V. a. angolensis,
  - Varanus a. microstictus,
- V. exanthematicus,
- V. niloticus,
- V. ornatus
- V. yemenensis

Tông Psammosaurus:
- †V. darevskii (tuyệt chủng)
- Varanus griseus
  - Varanus g. griseus,
  - Varanus g. caspius,
  - Varanus g. koniecznyi,

Tông Soterosaurus:
- V. cumingi
- V. samarensis
- V. marmoratus
- V. nuchalis
- V. palawanensis
- V. rasmusseni
- Varanus salvator, 
  - Varanus s. salvator,
  - Varanus s. andamanensis,
  - Varanus s. bivittatus,
  - Varanus s. macromaculatus,
  - Varanus s. ziegleri,
- V. togianus,
- V. dalubhasa
- V. bangonorum

Tông †Varaneades:
- †V. amnhophilis

Tông Varanus:
- Varanus giganteus,
- Varanus gouldii,
- Varanus komodoensis: Rồng Komodo hay Kỳ đà Komodo
- Varanus mertensi,
- Varanus panoptes
  - Varanus p. panoptes,
  - Varanus p. horni,
  - Varanus p. rubidus,
- †Varanus priscus,
- V. rosenbergi,
- V. spenceri,
- Varanus varius

Chưa định danh:
- V. spinulosus[8]

## Nuôi kỳ đà
Kỳ đà là động vật nuôi đem lại nhiều giá trị kinh tế, kỳ đà là một loại động vật hoang dã, dễ nuôi, ít bị bệnh, thịt ngon và bổ, thị trường ưa chuộng. Người ta khai thác nhiều sản phẩm từ kỳ đà vân như mật, thịt, da...và đặc biệt là túi mật của nó. Về mặt dược liệu, mật kỳ đà ngâm rượu hoặc sấy khô làm thuốc để chữa nhiều bệnh như bệnh động kinh, hen, nhức mỏi xương cốt, kiết lỵ. Chọn những con to khỏe có kích thước trung bình trở lên. Chọn con giống để nuôi thương phẩm khi Kỳ Đà khoảng 3-4 tháng tuổi, trọng lượng đạt 0,8 kg/con. Cách nhận biết Kỳ Đà đực, Kỳ Đà cái bằng cách lật ngửa bụng con Kỳ Đà để quan sát gốc đuôi và lỗ huyệt:
- Kỳ Đà đực: Gốc đuôi phồng to, lỗ huyệt lồi và có gờ, khi bóp vào gốc đuôi sẽ thấy gai giao cấu màu đỏ thẫm lòi ra ở lỗ huyệt.
- Kỳ Đà cái: Đuôi thon nhỏ, lỗ huyệt nhỏ lép, khi bóp vào gốc đuôi không có gai giao cấu lòi ra.

## Trong văn hóa
Trong văn hóa, kỳ đà được nhắc đến qua bài ca: 
- Kỳ nhông là ông kỳ đà, kỳ đà là cha tắc kè, tắc kè là mẹ kỳ nhông
- Kỳ đà cản mũi: Ám chỉ về người gây cản trở, phá bĩnh, tạo chướng ngại

Sẽ có những người luôn gây khó cho bất kỳ ai mà người ta vẫn gọi tắt là kỳ đà cản mũi. Đây là những người có vẻ hay thu thập, thậm chí là tích trữ những tiềm năng tiêu cực. Họ có sở trường đặc biệt (và cũng ghê gớm) trong việc lan tỏa sức mạnh tiêu cực nan giản này, họ gây cản trở nghiêm trọng cho sự tiến bộ, thậm chí ngăn cản việc đạt được mục tiêu. Kỳ đà là những người luôn có những phát ngôn như: "Đó là một ý kiến tồi" hoặc "cái đó không khả thi đâu".